# Kopaonik (Raška)
Kopaonik (Servisch cyrillisch Копаоник) is een plaats in de Servische gemeente  Raška. De plaats telt 18 inwoners (2002).